# Amos T. Akerman
Amos Tappan Akerman,[uttal saknas] född den 23 februari 1821 i Portsmouth i New Hampshire, död den 21 december 1880 i Cartersville i Georgia, var en amerikansk politiker.
1842 utexaminerades han från Dartmouth College. Sedan studerade han juridik och flyttade 1850 till Elberton, Georgia, där han öppnade en advokatbyrå.
Trots att Akerman var motståndare till sydstaternas utträde ur USA, deltog han ändå i amerikanska inbördeskriget på sydstaternas sida.
Han blev motståndare till slaveriet och spelade en stor roll i Georgia under rekonstruktionstiden, bl.a. som medlem av delstatens grundlagskonvention 1868.
Han var USA:s justitieminister 1870-1871 under president Ulysses S. Grant. USA:s justitiedepartement grundades samma år som Akerman tillträdde som justitieminister; tidigare justitieministrar hade saknat ett eget departement. Korruption och Ku Klux Klan innebar stora utmaningar för Akerman och justitiedepartementet.